# Margaret Weis

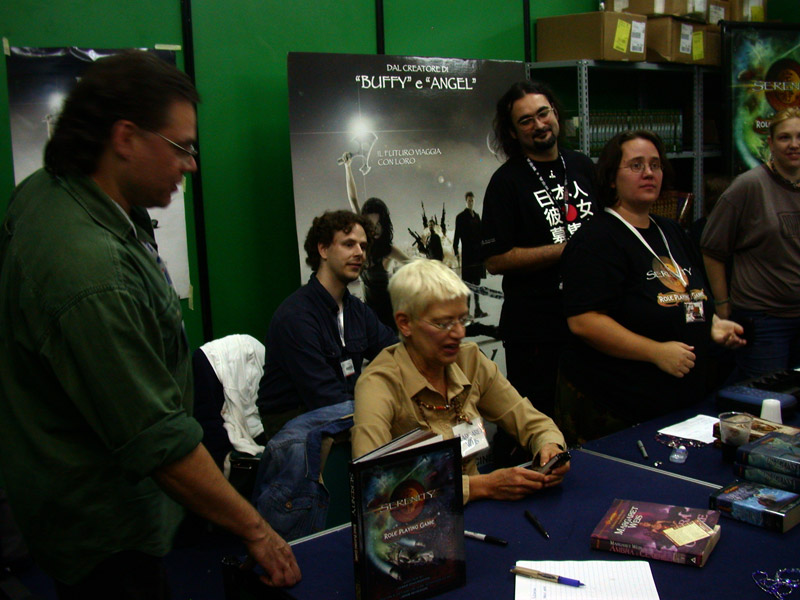
Margaret Weis, Oktober 2005

Margaret Weis (* 16. März 1948 in Independence, Missouri) ist eine US-amerikanische Autorin von Fantasy-Literatur und zusammen mit Tracy Hickman Erschafferin mehrerer Zyklen wie Drachenlanze und Die Rose der Propheten.

## Leben
Im Jahr 1970 schloss Weis die University of Missouri in Columbia mit einem Bachelor (BA) in Literatur und kreativem Schreiben ab. Danach arbeitete sie 13 Jahre lang im Herald Publishing House in ihrer Heimatstadt. Während dieser Zeit schrieb sie bereits ihr erstes Buch, eine Biographie von Frank und Jesse James. 1983 wechselte sie zu TSR, wo sie (1985) auf Tracy Hickman traf, mit dem sie unter anderem an der Drachenlanze-Reihe und dem zugehörigen Rollenspiel arbeitete. Neben zahlreichen Romanen schrieb sie auch viele Rollenspiel-Publikationen.
Margaret Weis war mit ihrem Schriftstellerkollegen Don Perrin verheiratet, mit dem sie zusammen auch einige Bücher schrieb. 2003 ließ sich das Paar scheiden. Mittlerweile arbeitet sie als freie Schriftstellerin und ist Mitbesitzerin von Sovereign Press, einem Herausgeber von Rollenspiel-Systemen (wie z. B. das Sovereign-Stone-Rollenspiel) in Lake Geneva. Zudem ist sie federführend bei Margret Weis Productions (MWP), ihrem eigenen Verlag. Sie lebt in einer umgebauten Scheune in Wisconsin. 2001 wurde sie in die Hall of Fame des Origins Award aufgenommen.
Ihre zwei Kinder aus erster Ehe sind ebenfalls im Bereich der Literatur tätig. Ihr Sohn David Baldwin ist Urheber der Darkheart-Serie und ihre Tochter Elizabeth Baldwin arbeitet als Buchautorin für Wizards of the Coast.

## Pseudonyme
Margaret Baldwin, Susan Lawson

## Werke

### Drachenlanze –Dragonlance

#### Die Chronik der Drachenlanze –Dragonlance Chronicles
(mit Tracy Hickman)
- Die Chronik der Drachenlanze 1 + 2. 2003, ISBN 3-442-24245-2, Dragons of Autumn Twilight. 1984.

- Drachenzwielicht. 1989, ISBN 3-442-24510-9, Dragons of Autumn Twilight. 1984.
- Drachenjäger. 1989, ISBN 3-442-24511-7, Dragons of Autumn Twilight. 1984.

- Die Chronik der Drachenlanze 3 + 4. 2003, ISBN 3-442-24248-7, Dragons of Winter Night. 1985.

- Drachenwinter. 1989, ISBN 3-442-24512-5, Dragons of Winter Night. 1985.
- Drachenzauber. 1989, ISBN 3-442-24513-3, Dragons of Winter Night. 1985.

- Die Chronik der Drachenlanze 5 + 6. 2003, ISBN 3-442-24250-9, Dragons of Spring Dawning. 1986.

- Drachenkrieg. 1989, ISBN 3-442-24516-8, Dragons of Spring Dawning. 1986.
- Drachendämmerung. 1989, ISBN 3-442-24517-6, Dragons of Spring Dawning. 1986.

- The Annotated Chronicles. 1999 (Erzählungen).

#### Die Legenden der Drachenlanze –Dragonlance Legends
(mit Tracy Hickman)
- Die Legenden der Drachenlanze 1 + 2. 2003, ISBN 3-442-24266-5, Time of the Twins. 1986.

- Die Brüder. 1990, ISBN 3-442-24527-3, Time of the Twins. 1986.
- Die Stadt der Göttin. 1990, ISBN 3-442-24528-1, Time of the Twins. 1986.

- Die Legenden der Drachenlanze 3 + 4. 2004, ISBN 3-442-24269-X, War of the Twins. 1986.

- Der Krieg der Brüder. 1991, ISBN 3-442-24530-3, War of the Twins. 1986.
- Die Königin der Finsternis. 1991, ISBN 3-442-24531-1, War of the Twins. 1986.

- Die Legenden der Drachenlanze 5 + 6. 2004, ISBN 3-442-24274-6, Test of the Twins. 1986.

- Der Hammer der Götter. 1991, ISBN 3-442-24533-8, Test of the Twins. 1986.
- Caramons Rückkehr. 1991, ISBN 3-442-24534-6, Test of the Twins. 1986.

- The Annoted Legends. 2003 (Erzählungen).

#### Der Zauberer der Drachenlanze –Raistlin Chronicles
- Der Zauberer der Drachenlanze. 2004, ISBN 3-442-24303-3.

- Die Zauberprüfung. 1999, ISBN 3-442-24907-4, The Soulforge. 1997.
- Der Zorn des Drachen. 2000, ISBN 3-442-24930-9, Brothers in Arms. 1999 (mit Don Perrin).

#### Die Geschichte der Drachenlanze –Dragonlance Tales
(mit Tracy Hickman)
- Die Geschichte der Drachenlanze 1 + 2. 2004, ISBN 3-442-24288-6, The Magic of Krynn. 1987.

- Die Zitadelle des Magus. 1991, ISBN 3-442-24538-9, The Magic of Krynn. 1987.
- Der magische Turm. 1991, ISBN 3-442-24539-7, The Magic of Krynn. 1987.

- Die Geschichte der Drachenlanze 3 + 4. 2003, ISBN 3-442-24291-6, Kender, Gully Dwarves and Gnomes. 1987.

- Die Jagd des Toede. 1991, ISBN 3-442-24540-0, Kender, Gully Dwarves and Gnomes. 1987.
- Der Zauber des Palin. 1991, ISBN 3-442-24541-9, Kender, Gully Dwarves and Gnomes. 1987.

- Die Geschichte der Drachenlanze 5 + 6. 2003, ISBN 3-442-24294-0, Love and War. 1987.

- Der edle Ritter. 1991, ISBN 3-442-24542-7, Love and War. 1987.
- Raistlins Tochter. 1991, ISBN 3-442-24543-5, Love and War. 1987.

#### Dragonlance: Tales II
- The Reign of Istar. 1992 (mit Tracy Hickman, Richard A. Knaak und Michael Williams).
- The Cataclysm. 1992 (mit Nancy Varian Berberick, Tracy Hickman und Roger E. Moore).
- The War of the Lance. 1992 (mit Tracy Hickman, Richard A. Knaak und Michael Williams).

#### Dragonlance: Dragons
(mit Tracy Hickman)
- The Dragons of Krynn. 1994.
- The Dragons at War. 1996.
- Drachenauge. 1999, ISBN 3-442-24908-2, The Dragons of Chaos. 1996.
- Dragons of Time. 2007 (Erzählungen).

#### Dragonlance: Second Generation
(mit Tracy Hickman)
- Drachenlanze – Die neue Generation. 1995, ISBN 3-442-24621-0, The Second Generation. 1994.

#### Die Erben der Drachenlanze
- Die Erben der Drachenlanze 1 + 2. 2005, ISBN 3-442-24308-4, Dragons of Summer Flame. 1995 (mit Tracy Hickman).

- Drachensommer. 1997, ISBN 3-442-24708-X, Dragons of Summer Flame. 1995.
- Drachenfeuer. 1997, ISBN 3-442-24718-7, Dragons of Summer Flame. 1995.

- Die Erben der Drachenlanze 3 + 4. 2005, ISBN 3-442-24346-7, The Doom Brigade. 1996.

- Drachennest. 1997, ISBN 3-442-24782-9, The Doom Brigade. 1996.
- Die Grube der Feuerdrachen. 1998, ISBN 3-442-24783-7, The Doom Brigade. 1996.

- Draconian Measures. 2000.

#### Dragonlance: Fifth Age
(mit Tracy Hickman)
- Relics and Omens: Tales of the Fifth Age. 1998.
- Heroes and Fools: Tales of the Fifth Age. 1999.
- Rebels and Tyrants: Tales of the Fifth Age. 2000.

#### Die Kinder der Drachenlanze –The War of Souls
- Die Kinder der Drachenlanze 1 + 2. 2006, ISBN 3-442-24405-6, Dragons of a Fallen Sun. 2000.

- Drachensturm. 2001, ISBN 3-442-24971-6, Dragons of a Fallen Sun. 2000.
- Die Drachenkönigin. 2001, ISBN 3-442-24972-4, Dragons of a Fallen Sun. 2000.

- Die Kinder der Drachenlanze 3 + 4. 2007, ISBN 978-3-442-24435-5, Dragons of a Lost Star. 2001.

- Krieg der Seelen. 2002, ISBN 3-442-24171-5, Dragons of a Lost Star. 2001.
- Der verlorene Stern. 2002, ISBN 3-442-24172-3, Dragons of a Lost Star. 2001.

- Die Kinder der Drachenlanze 5 + 6. 2007, ISBN 978-3-442-24464-5, Dragons of a Vanished Moon. 2002.

- Die Drachen des verlorenen Mondes. 2003, ISBN 3-442-24238-X, Dragons of a Vanished Moon. 2002.
- Die Herrin der Dunkelheit. 2003, ISBN 3-442-24244-4, Dragons of a Vanished Moon. 2002.

#### Tales from the War of Souls
(mit Tracy Hickman)
- The Search for Magic. 2001.
- The Players of Gilean. 2003.

#### Young Adult Chronicles
(mit Tracy Hickman)
- Chronicles for Young Readers Gift Set. 2004 (Sammelband).

- Night of the Dragons. 2003.
- A Rumor of Dragons. 2003.
- The Nightmare Lands. 2003.
- To The Gates of Palanthas. 2003.
- Hope’s Flame. 2004.
- A Dawn of Dragons. 2004.

#### Die Jünger der Drachenlanze
- Die Auserwählte. 2006, ISBN 3-442-24400-5, Amber and Ashes. 2004.
- Die Gefangene. 2007, ISBN 978-3-442-24460-7, Amber and Iron. 2006.
- Die Sucherin. 2010, ISBN 978-3-442-26667-8, Amber and Blood. 2008.

#### Die verlorenen Chroniken der Drachenlanze
(mit Tracy Hickman)
- Das Reich der Zwerge. 2008, ISBN 978-3-442-26570-1, Dragons of the Dwarven Depths. 2006.
- Die Macht der Drachenlords. 2008, ISBN 978-3-442-26617-3, Dragons of the Highlord Skies. 2007.
- Der Magier mit den Stundenglasaugen. 2010, ISBN 978-3-442-26644-9, Dragons of the Hourglass Mage. 2008.

#### Dragonlance
- Dragons of Glory. 1986 (mit Douglas Niles).
- The Best of Tales. 2000 (mit Tracy Hickman).
- The Best of Tales Volume 2. 2002 (mit Tracy Hickman).
- Spectre of Sorrows. 2004.
- Dragons in the Archives: The Best of Weis And Hickman. 2004 (mit Tracy Hickman).
- Intro to Dragonlance Boxed Set. 2004.
- The Magic of Krynn: Tales, Volume One. 2005 (mit Tracy Hickman).
- Holy Order of the Stars. 2005.
- Lost Leaves from the Inn of the Last Home. 2008.

### Das dunkle Schwert –Darksword
(mit Tracy Hickman)
- Das Kind des Todes. 1991, ISBN 3-404-20159-0, Forging the Darksword. 1987.
- Sohn der Verbannten,  1991, ISBN 3-404-20161-2, Forging the Darksword. 1987.
- Darksword – Adventures. 1988.
- Der Weg nach Merilon. 1992, ISBN 3-404-20171-X, Doom of the Darksword. 1988.
- Fluch der Wahrheit. 1992, ISBN 3-404-20173-6, Doom of the Darksword. 1988.
- Die Engel des Untergangs. 1992, ISBN 3-404-20183-3, Triumph of the Darksword. 1988.
- Der Herrscher von Merilon. 1992, ISBN 3-404-20345-3, Triumph of the Darksword. 1988.
- Das Erbe das dunklen Schwerts. 1998, ISBN 3-404-20337-2, Legacy of the Darksword. 1997.

### Die Rose des Propheten –Rose of the Prophet
- Das Buch der Götter. 1993, ISBN 3-404-20200-7, The Will of the Wanderer. 1988.
- Das Buch Quar. 1993, ISBN 3-404-20202-3, The Will of the Wanderer. 1989.
- Das Buch der Unsterblichen. 1993, ISBN 3-404-20212-0, The Paladin of the Night. 1989.
- Das Buch Akhran. 1993, ISBN 3-404-20214-7, The Paladin of the Night. 1989.
- Das Buch der Nomaden. 1994, ISBN 3-404-20225-2, The Prophet of Akhran. 1989.
- Das Buch Promenthas. 1994, ISBN 3-404-20228-7, The Prophet of Akhran. 1989.

### Die Vergessenen Reiche
(mit Tracy Hickman)
- Himmelsstürmer. 1991, ISBN 3-404-20358-5, Dragon Wing. 1990.
- Elfenstern. 1991, ISBN 3-404-20238-4, Elven Star. 1990.
- Feuersee. 1992, ISBN 3-404-20248-1, Fire Sea. 1991.
- Drachenmagier. 1992, ISBN 3-404-20260-0, Serpent Mage. 1992.
- Drachenelfen. 1993, ISBN 3-404-20273-2, The Hand of Chaos. 1993.
- Irrwege. 1993, ISBN 3-404-20287-2, Into the Labyrinth. 1993.
- Das siebte Tor. 1995, ISBN 3-404-28227-2, The Seventh Gate. 1994.

### Stein der Könige –Sovereign Stone
- Quell der Finsternis. 2001, ISBN 3-442-24492-7, Well of Darkness. 2000.
- Der junge Ritter. 2002, ISBN 3-442-26562-2, Guardians of the Lost. 2001.
- Die Pforten der Dunkelheit. 2004, ISBN 3-442-26656-4, Journey into the Void. 2003.

### Die Sternenhüter –Star of the Guardians
- Der letzte König. 1992, ISBN 3-404-24156-8, The Lost King. 1990.
- Die Königsprobe. 1992, ISBN 3-404-24162-2, King's Test. 1990.
- Das Königsopfer. 1993, ISBN 3-404-24170-3, King's Sacrifice. 1991.
- Geisterlegion. 1993, ISBN 3-404-24186-X, Ghost Legion. 1993.

### Mag Force
(mit Don Perrin)
- Die Schwarze Garde. 1996, ISBN 3-404-23173-2, The Knights of the Black Earth. 1995.
- Robot Blues. 1997, ISBN 3-404-23193-7, Robot Blues. 1996.
- Cyborgs Rache. 1999, ISBN 3-404-23210-0, Hung Out. 1998.

### Starshield
(mit Tracy Hickman)
- The Mantle of Kendis-Dai / Sentinels. 1996.
- Nightsword. 1998.

### Dragon's Disciple
(mit David Baldwin)
- Testament of the Dragon. 1997.
- Im Schatten des Drachen. 2001, ISBN 3-404-20413-1, Dark Heart. 1998.

### Das verbotene Land
- Die Herrscherin der Drachen. 2005, ISBN 3-442-24338-6, Mistress of Dragons. 2003.
- Drachensohn. 2006, ISBN 3-442-24359-9, The Dragon’s Son. 2004.
- Drachenbrüder. 2007, ISBN 978-3-442-24360-0, Master of Dragons. 2005.

### Dragonships of Vindras
(mit Tracy Hickman)
- Bones of the Dragon. 2008.
- Secret of the Dragon. 2010.

### Einzelromane
- Wanted: Frank and Jesse James. 1981 (als Margaret Baldwin).
- The Boy who Saved Children. 1981 (als Margaret Baldwin).
- Kisses of Death. 1983 (als Margaret Baldwin).
- My First Book: Thanksgiving. 1983 (als Margaret Baldwin).
- Fortune Telling. 1984.
- Robots and Robotics. 1984.
- Computer Graphics. 1984.
- Endless Catacombs. 1984.
- Kingdoms of Ivory and Jade: Nimrans and Nimoreans. 2004.
- Dunkler Engel. 2008, ISBN 978-3-442-26573-2, Warrior Angel. 2007 (mit Lizz Weis).
- Kriegsengel. 2010, ISBN 978-3-442-26595-4, Fallen Angel. 2008 (mit Lizz Weis).

### Sammelbände
- Dragons: Worlds Afire. 2006 (mit Keith Baker, Tracy Hickman, Scott McGough und R. A. Salvatore).

### Als Herausgeber
- A Dragon Lover’s Treasury of the Fantastic. 1994.
- Fantastic Alice. 1995 (mit Martin H. Greenberg).
- New Amazons. 1996.
- A Magic-Lover’s Treasury of the Fantastic. 1997 (mit Martin H. Greenberg).
- Treasures of Fantasy. 1997 (mit Tracy Hickman).
- Tales from the Eternal Archives. 1998 (mit Martin H. Greenberg).
- Tales from the Eternal Archives 2: Earth, Air, Fire, Water. 1999 (mit Martin H. Greenberg).
- A Quest-lover’s Treasury of the Fantastic. 2002.